# Haila Stoddard
Haila Stoddard (14 de noviembre de 1913 – 21 de febrero de 2011) fue una actriz, productora, escritora y directora estadounidense.
Durante su carrera como actriz, Stoddard apareció en numerosas obras de teatro, películas y series de televisión, incluyendo dieciséis años interpretando a Pauline Rysdale en The Secret Storm, de 1954 a 1970. Stoddard también trabajó como productora, tanto de forma independiente como con su productora, Bonard Productions Incorporated, que Stoddard creó junto con Helen Bonfils en 1960. Además de adaptar obras de teatro como Come Play with Me y Men, Women, and Less Alarming Creatures, Stoddard también escribió obras de teatro, como A Round With Ring (1969) y Zellerman, Arthur (1979).

## Vida personal
Nacida en Great Falls, Montana, se mudó de Salt Lake City a Los Ángeles con su familia a los ocho años, se graduó de la escuela secundaria en 1930, se casó y se graduó Phi Beta Kappa de la Universidad del Sur de California en 1934 con una licenciatura en Ciencias del Habla, mientras interpretaba papeles principales con los National Collegiate Players.
El 30 de octubre de 1931, Stoddard se casó con William Gude. El matrimonio terminó en divorcio en 1935. El 3 de abril de 1938 se casó con Jack Kirkland, con quien tuvo dos hijos. La pareja se divorció el 2 de septiembre de 1947 y el 8 de noviembre Stoddard se casó con el director y productor Harald Bromley, con quien tuvo un hijo.
En 1953, Stoddard fue contratada como protagonista femenina para el elenco de verano del Teatro Elitch y actuaría junto al protagonista masculino Whitfield Connor. Stoddard se divorció de Bromley en 1954 y el 26 de enero de 1956, ella y Connor se casaron en la ciudad de Nueva York y la pareja permaneció casada hasta la muerte de él en 1988.

## Carrera

### Inicios actorales
La primera aparición profesional de Stoddard en los escenarios fue en San Francisco en 1934 como figurante y suplente en una producción de Merrily We Roll Along, antes de suceder a la protagonista ingenua en la noche del estreno en Los Ángeles. En 1935-36, actuó durante 65 semanas como la muda Pearl en la compañía nacional itinerante de Tobacco Road, de Jack Kirkland. Llegó a Broadway en 1937, sucediendo a Peggy Conklin en Yes, My Darling Daughter. Posteriormente, protagonizó A Woman's a Fool – To Be Clever, I Know What I Like y Kindred (todas de 1939), Susannah and the Elders (1940), Mr. and Mrs. North (1941), The Rivals (1942), The Moon Vine y Blithe Spirit (1943), Dream Girl (1945) y The Voice of the Turtle (1947). Durante la Segunda Guerra Mundial, realizó una gira por el Pacífico Sur interpretando a Lorraine Sheldon en una producción de la USO de 1945 de The Man Who Came to Dinner. Redactó un libro de cocina titulado Applause y produjo una obra de teatro de corta duración llamada Dead Pigeon. A finales de la década de 1960, abrió Carriage House Comestibles, un popular restaurante gourmet situado en Boston Post Road, en Westport, Connecticut.
Protagonizó Joan of Lorraine, The Trial of Mary Dugan y The Voice of the Turtle (1947), Rip Van Winkle (1947-1948), Goodbye, My Fancy y Her Cardboard Lover (1949), Affairs of State (1950), Springtime for Henry (1951), Twentieth Century, Glad Tidings y Biography (1952), diez producciones de verano en el Elitch Gardens Theatre de Denver, y The Frogs of Spring, un reestreno que coprodujo con su marido Harold Bromley en Broadway (1953). Asumió el papel protagonista en la noche del estreno cuando Constance Ford enfermó en su propia producción de Broadway de One Eye Closed, sustituyó a Mary Anderson en Lunatics and Lovers en 1954 y dirigió la producción nacional itinerante. Actuó en Ever Since Paradise (1957), Patate (1958) y Dark Corners (1964).
Stoddard y Jack Kirkland fueron accionistas originales en la creación del Bucks County Playhouse en 1938; ella apareció allí en un total de dieciséis producciones entre 1939 y 1958, entre ellas The Philadelphia Story, Golden Boy, The Play's the Thing, Petticoat Fever, Our Betters, Skylark y Mr. and Mrs. North. Durante cinco temporadas, fue la protagonista femenina del teatro junto a los actores Walter Slezak y Louis Calhern. Produjo las obras de su esposo The Clover Ring y Georgia Boy en Boston, y The Secret Room en Broadway (todas en 1945).

### The Secret Stormy otros papeles televisivos
En televisión, Stoddard interpretó a la tía Pauline entre 1954 y 1970 en la serie The Secret Storm de la CBS. En los inicios de la televisión dramática en directo durante la década de 1950, Stoddard apareció en más de 100 telefilmes en papeles principales en Playhouse 90, Studio One, The Web, The United States Steel Hour y Hallmark Hall of Fame de la CBS, y en Goodyear Playhouse, Kraft Theatre, The Philco Television Playhouse, The Armstrong Circle Theatre y Robert Montgomery Presents de la NBC. En la radio interpretó a Little Sister junto a Orson Welles en Big Sister, de la CBS. Entre 1937 y 1939 interpretó simultáneamente a Stella Dallas y otros tres seriales radiofónicos diurnos, entonces llamados "washboard weepers", al tiempo que aparecía en el escenario en tres obras diferentes.

### Bonard Productions
Stoddard fue la primera en llevar las obras de James Thurber y Harold Pinter a Broadway. El crítico teatral del New York Times Brooks Atkinson calificó su adaptación de 1960 de A Thurber Carnival como "el espectáculo más fresco y divertido del año". Stoddard produjo A Thurber Carnival, un musical ganador de un premio Tony, su primera producción en Broadway, junto con la heredera y amiga de Colorado Helen Bonfils. Una producción posterior, en la Central City Opera, contó con el propio Thurber, entonces ciego, como narrador. (Su compañía, Bonard, tomó su nombre de las tres primeras letras de Bonfils y las tres últimas letras de Stoddard).
Combinando su nombre con el de Bonfils como Bonard Productions, y asociándose con su abogado teatral de Nueva York, Donald Seawell, llevó a Broadway las producciones de Sail Away (1962), de Noël Coward, The Affair, de C. P. Snow (1962), su propia adaptación de The Beast In Me, de Thurber (1963), y The Hollow Crown, de la Royal Shakespeare Company (1963), que estuvo de gira por universidades estadounidenses durante cuatro meses en la primavera de 1964. Por Sail Away fue nominada al premio Tony a la mejor productora de un musical. En colaboración con Kathleen y Justin Sturm, presentó That Hat!, su adaptación de The Italian Straw Hat, en 1964. A menudo tuvo que lidiar con las tensiones entre el conservador Bonfils y figuras extravagantes del mundo del espectáculo, entre ellas Coward. En 1962, Stoddard pidió a Andy Warhol que diseñara el vestuario para The Beast in Me, de Thurber, después de conocer a Warhol a través del coreógrafo John Butler.
Junto con Bonfils y Davis, Stoddard produjo su coadaptación, con la bailarina y actriz Tamara Geva, de Voulez vous jouer avec moi? de Marcel Achard, titulada Come Play with Me, protagonizada por Tom Poston y Liliane Montevecchi en 1960, y con Mark Wright y Leonard S. Field estrenó a Harold Pinter en Broadway en 1967 con The Birthday Party. Más tarde ofreció producciones off-Broadway de Private Lives (1968) de Coward, coproducida con Mark Wright y Duane Wilder; Lemon Sky (1970) y The Gingham Dog (1971) de Lanford Wilson, y The Last Sweet Days of Isaac, un musical de Gretchen Cryer y Nancy Ford (1970) que ganó tres premios Obie.
Junto con Neal Du Brock, produjo The Survival of St. Joan (1971); y, con Arnold H. Levy, Lady Audley's Secret (1972) y Love, basada en la obra de Murray Schisgal, protagonizada por Nathan Lane (Premio Outer Critics Circle 1984). Siguiendo su interés por los jóvenes dramaturgos, produjo las obras off-Broadway Glass House (1981), Catholic School Girls de Casey Kurtii (premio Drama Desk en 1982), Sweet Prince (1982), Marvelous Gray (1982) y Clara's Play de John Olive (1983). Bonard presentó las producciones de la RSC de King Lear y Comedy of Errors para inaugurar el Vivian Beaumont Theater del Lincoln Center en mayo de 1964, y sus producciones londinenses de A Thurber Carnival (1962) y Sail Away (1963) se representaron en el Teatro Savoy del West End londinense.
Entre sus adaptaciones dramáticas de obras de Thurber se encuentran Life on a Limb y Men, Women, and Less Alarming Creatures, producidas junto con The Last Flower en la televisión pública WGBH-TV de Boston en 1965. En A Round with Ring adaptó obras de Ring Lardner que dirigió en Nueva York para la serie matinal ANTA. También dirigió la producción nacional itinerante de Lunatics and Lovers, escribió guiones originales titulados Abandoned Child y Bird on the Wing, y coescribió Dahling – A Tallulah Bankhead Musical con el compositor y letrista Jack Lawrence.
Stoddard también fue suplente de actrices tan aclamadas como Bea Lillie, Greer Garson, Betty Field, Rosalind Russell, Uta Hagen, Mercedes McCambridge y Jessica Tandy en diversas producciones teatrales. Como suplente de Russell, nunca interpretó el papel de Auntie Mame en Broadway en 1956. Russell, cuando se sentía indispuesta, pedía a Stoddard que se sentara entre bastidores, donde pudiera verla: "Mientras pueda verte... nunca te dejaré subir al escenario", decía Russell, y nunca cedió, llegando a subir al escenario con 40 grados de fiebre, según se dice. Stoddard tuvo su oportunidad cuando la sustituta de Russell, Greer Garson, se sintió indispuesta tras su primera actuación en el exigente papel.
Stoddard sucedió a Elaine Stritch como Martha en la matiné de la producción original de Broadway de 1962 de Who's Afraid of Virginia Woolf?, interpretando el papel todos los miércoles y sábados por la tarde, y esperando en su camerino todas las noches hasta que se levantaba el telón para el segundo acto con Uta Hagen al mando en el escenario. Cuando Hagen dejó la producción de Broadway para estrenar la obra en Londres, Stoddard interpretó el papel de Martha ocho veces a la semana hasta que Mercedes McCambridge estuvo lista para sustituir a Hagen en las representaciones nocturnas. Actuó con diferentes repartos, junto a diferentes actores. "Después de esa temporada, no había nada más que pudiera hacer en el escenario como actriz, así que me dediqué a lo que más me gustaba: escribir, adaptar y producir."

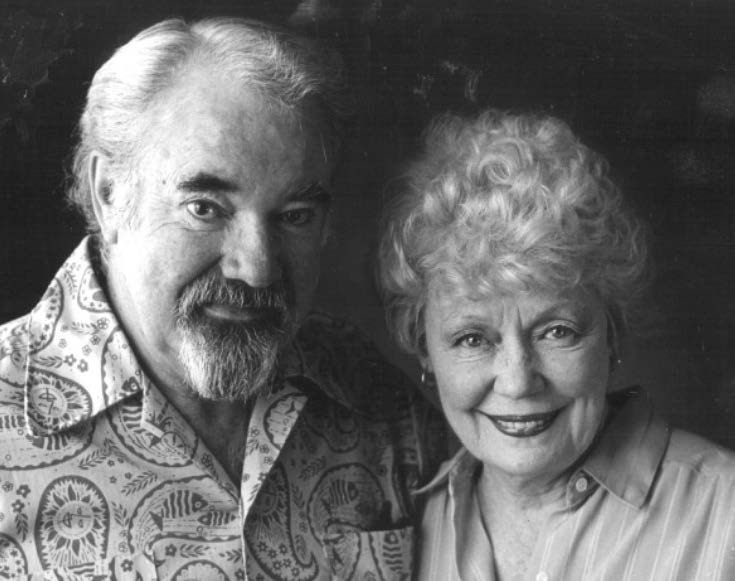
Haila Stoddard y Whitfield Connor

### Vida posterior
Tras la muerte de Helen Bonfils en 1972, se asoció con The Elitch Theatre Company, que produjo 25 temporadas de verano en America's Oldest Summer Theatre, situado en Denver, Colorado, entre 1962 y 1987. Al mismo tiempo, se asoció con Lucille Lortel para producir temporadas de verano en el White Barn Theatre de Westport, Connecticut, formó parte de la junta directiva de New Dramatists en la ciudad de Nueva York y fue miembro fundador del Westport (CT) Theatre Artists Workshop.
Stoddard falleció en su casa de Weston, Connecticut, a causa de un paro cardiorrespiratorio a los 97 años.